# Lepidobatrachus
Lepidobatrachus és un gènere de granotes que comprèn 3 espècies:
- Lepidobatrachus asper
- Lepidobatrachus laevis
- Lepidobatrachus llanensis

## Distribució territorial
Aquest gènere es troba a Sud-amèrica, concretament a l'Argentina, el Paraguai i Bolívia.